# اشکوش (ویسکانسین)
اشکوش، ویسکانسین  (به انگلیسی: Oshkosh) شهری در شهرستان وینباگو ایالت ویسکانسین است که در سال ۱۸۵۳ بنیان‌گذاری شده‌است. این شهر طبق سرشماری سال ۲۰۱۰ میلادی ۶۶٬۰۸۳ نفر جمعیت داشته‌است.